# Buse montagnarde
Buteo oreophilus
Espèce
Statut de conservation UICN

 NT  : Quasi menacé
Statut CITES
La Buse montagnarde (Buteo oreophilus) est une espèce d'oiseaux de la famille des Accipitridae.
Cet oiseau vit en Afrique de l'Est : les plateaux d'Éthiopie, les forêts d'altitude du rift Albertin, l'Ouganda, le Kenya, la Tanzanie et le nord du Malawi et est très proche de la buse variable.